# Fanny Cole

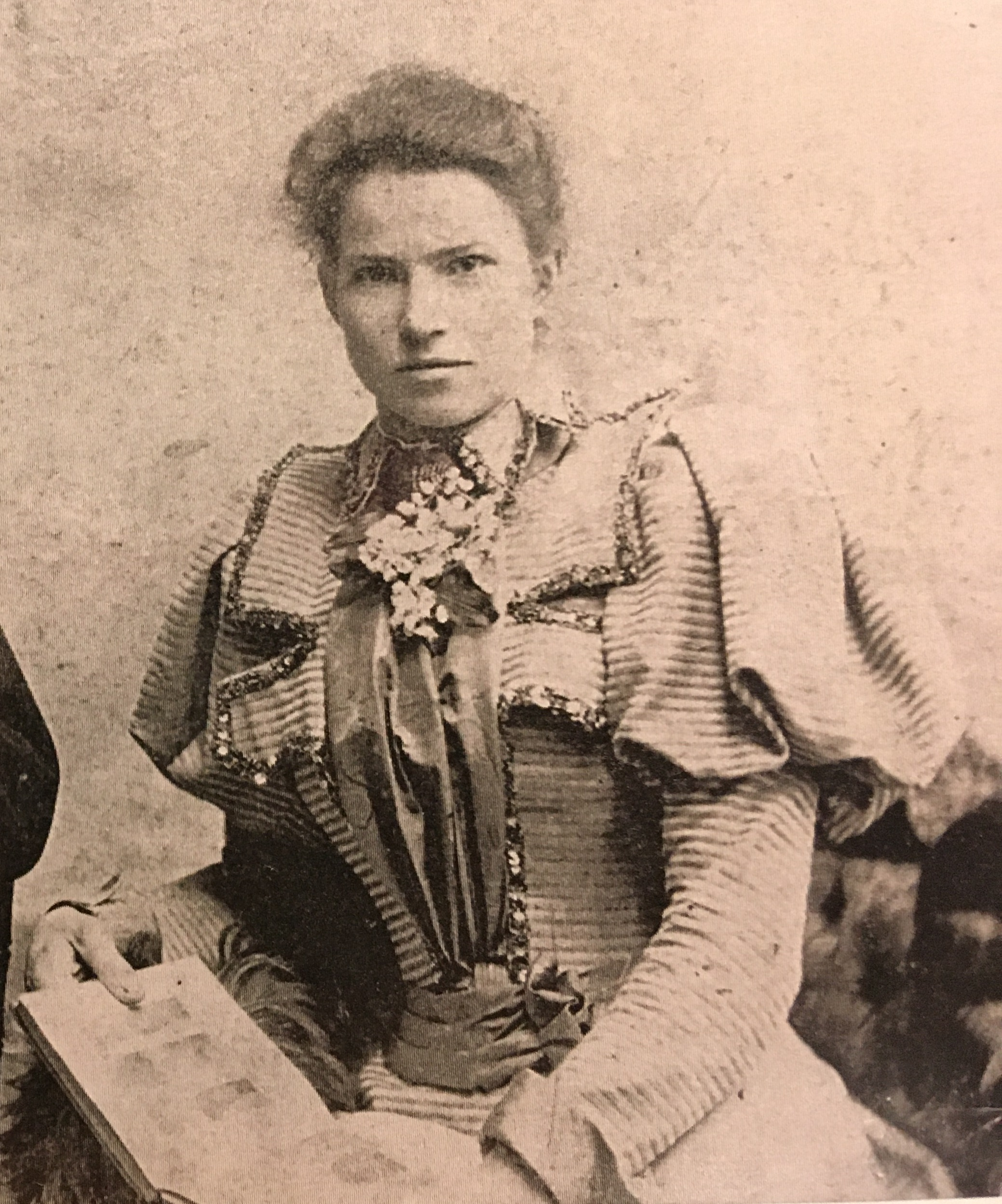
Fanny Cole (1884)

Fanny Buttery Cole, geb. Holder (* 20. Juni 1860 in St George's, Shropshire, England; † 25. Mai 1913 in Christchurch, Neuseeland) war eine neuseeländische Schulleiterin, Verfechterin der Frauenrechte, trat für Mäßigung und Abstinenz ein und war von 1906 bis zu ihrem Tod im Jahr 1913 Präsidentin der Women’s Christian Temperance Union of New Zealand (WCTU NL).

## Frühes Leben
Fanny Holder wurde am 20. Juni 1860 als Tochter der Eheleute Fanny Buttery und Charles Holder, einem Methodisten-Prediger, in St George's, Shropshire geboren. Sie hatte drei Schwestern und vier Brüder. Ihr zweiter Zusatzname Buttery wurde jedoch Beautrais' ausgesprochen und war hugenottischen Ursprungs.

## Neuseeland
1980 wanderte sie nach Neuseeland aus und arbeitete zunächst als Schulleiterin in Brookside und East Oxford bevor sie im Jahr 1884 Herbert Cole heiratete. 1893 kauften sie ein Grundstück an der River Road und ließen dort ihr Haus errichten.

## Women’s Christian Temperance Union
Fanny Cole war zunächst Präsidentin der Unterorganisation der WCTU NL in Christchurch, übernahm dann im Jahr 1906 die Präsidentschaft von ihrer Vorgängerin Lily Atkinson und hatte sie bis zu ihrem plötzlichen Ableben am 25. Mai 1913 inne. Sie wurde in Anwesenheit zahlreicher lokaler und nationaler Politiker beigesetzt.
Fanny Cole setzte sich gegen den Alkoholkonsum und gegen das Glücksspiel ein, engagierte sich für die Bildung junger Menschen und für die Rechte von weiblichen Gefangenen, um nur einige soziale Themen zu nennen. Sie brach die Regeln ihrer Zeit, nahm öffentlich Einfluss und kämpfte für den Einfluss von Frauen in der Politik.